# Université de la Colombie-Britannique Vancouver

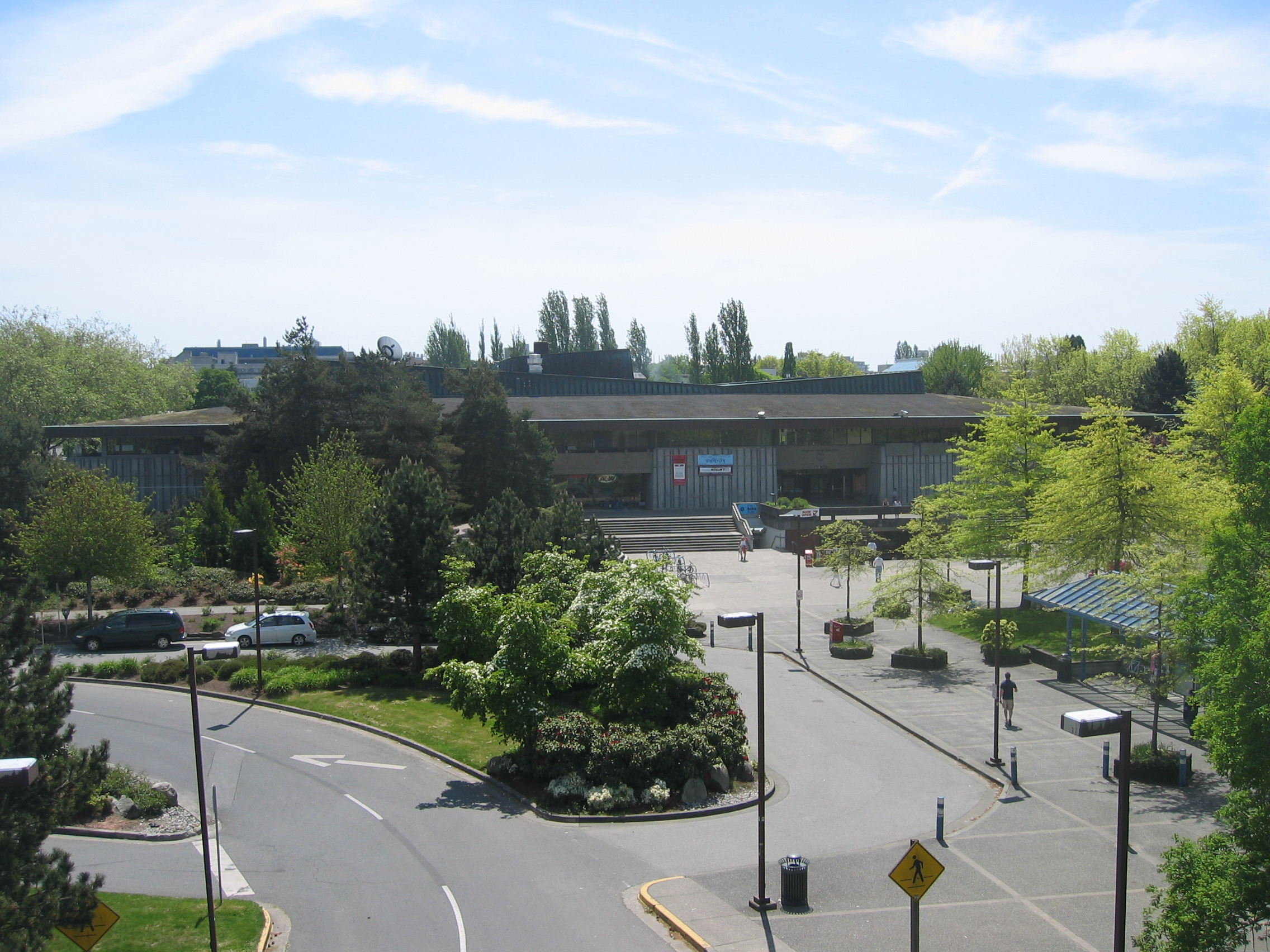
Édifice de l'association étudiante

L'Université de la Colombie-Britannique Vancouver (en anglais, University of British Columbia Vancouver : UBCV) compte parmi les plus grandes universités du Canada. Elle est située à dix kilomètres au sud du centre-ville de Vancouver, en Colombie-Britannique. En 2011, Stephen Toope en est le président.